# Paul Gascoigne
Paul John Gascoigne (Gateshead, 27 mei 1967) is een Engels voormalig voetballer. Hij werd gezien als een van de beste voetballers van zijn generatie, maar psychische problemen en een alcohol- en drugsverslaving leidden er uiteindelijk toe dat "Gazza" nooit heeft waargemaakt wat hij volgens velen zou hebben gekund. Zowel op het veld als in zijn privéleven verliep alles niet bepaald vlekkeloos.

## Biografie
In 1985 maakte hij zijn debuut in het betaald voetbal voor Newcastle United als middenvelder. In 1988 werd hij verkozen tot beste jonge speler van het jaar en verhuisde hij voor 2 miljoen pond naar Tottenham Hotspur. Ook debuteerde hij in het Engelse nationale team.
Op het WK 1990 was hij een van de uitblinkers en viel hij op doordat hij in huilen uitbarstte nadat hij in de halve finale tegen Duitsland een gele kaart kreeg, waardoor hij de eventuele finale zou moeten missen. Ook werd hij in 1990 verkozen tot Brits Sportpersoonlijkheid van het jaar.
Bij de Spurs vormde Gascoigne op zijn absolute hoogtepunt een middenveld met spelers als de linksbuiten Paul Allen, de Spaanse rechtsbuiten Nayim, Paul Stewart, David Howells en Vinny Samways. In de finale van de FA Cup van 1991 tegen Nottingham Forest scheurde Gascoigne de ligamenten van zijn rechterknie af, hoewel Gascoigne zelf een overtreding beging op Gary Charles. Spurs won de FA Cup na verlenging. Na een jaar geblesseerd te zijn geweest, maakte Gascoigne in 1992 de transfer naar het Italiaanse SS Lazio. Daar kwam hij, ook nu weer door blessures, vrij weinig aan spelen toe. In 1995 keerde hij terug naar Groot-Brittannië, naar de Glasgow Rangers. In 1996 speelde hij weer op de toppen van zijn kunnen op het EK in Engeland. Na de verloren halve finale (weer tegen Duitsland) barstte hij weer in tranen uit.
Nadien wist Gazza nooit meer zijn oude niveau te bereiken door blessures, drankproblemen en gebrekkige discipline. Hij probeerde het nog bij verschillende clubs waaronder Middlesbrough F.C.. In 2005 beëindigde hij zijn carrière als speler bij Boston United, waar hij ook trainer was. In de zomer van 2005 was hij twee maanden trainer van het Portugese Algarve United maar een beloofd contract werd nooit rondgemaakt. Hierna werd hij trainer bij Kettering Town (minor league), waar hij na 39 dagen ontslagen werd. Hij deed mee aan het realityprogramma I'm a Celebrity... Get Me Out of Here!.
In oktober 2004 maakt hij bekend dat hij in het vervolg de naam G8 zou dragen.
Twee maanden nadat hij uit een psychiatrische inrichting was ontslagen, probeerde hij in mei 2008 zichzelf van het leven te beroven in het Londense viersterrenhotel Millennium. Twee agenten en enkele veiligheidsbewakers troffen Gascoigne vervolgens aan in zijn badkamer, waar hij zijn hoofd onder het water hield in een poging om zichzelf te verdrinken. Nog eens zes agenten waren uiteindelijk nodig om 'Gazza' tot bedaren te brengen en hem uiteindelijk naar het ziekenhuis over te brengen.
In september 2010 raakte bekend dat hij trainer zou worden bij Garforth Town AFC dat speelt in de Evo Stik First Division North League, het achtste niveau in Engeland. Die deal ging uiteindelijk niet door.
In 2014 ging het verder bergafwaarts met hem; hij raakte weer aan de drank en zijn gezondheid ging achteruit. Eind oktober 2014 werd hij opnieuw opgenomen in het ziekenhuis.

## Statistieken
Gascoigne speelde 457 wedstrijden in het betaalde voetbal, waarin hij 110 keer scoorde. Als international speelde hij 57 keer voor Engeland, waarin hij tien keer scoorde. Hij maakte zijn debuut voor de nationale ploeg op woensdag 14 september 1988 in de vriendschappelijke thuiswedstrijd tegen Denemarken, net als Des Walker en David Rocastle. Gascoigne viel in dat duel na 85 minuten in voor Peter Beardsley.

### Interlandgoals
| Interlanddoelpunten | Interlanddoelpunten | Interlanddoelpunten      | Interlanddoelpunten | Interlanddoelpunten | Interlanddoelpunten | Interlanddoelpunten |
| #                   | Datum               | Locatie                  | Tegenstander        | Goal(s)             | Uitslag             | Wedstrijd           |
| ------------------- | ------------------- | ------------------------ | ------------------- | ------------------- | ------------------- | ------------------- |
| 1                   | 26/04/1989          | Londen, Groot-Brittannië | Albanië             | 88'                 | 5 – 0               | WK-kwalificatie     |
| 2                   | 25/04/1990          | Londen, Groot-Brittannië | Tsjecho-Slowakije   | 89'                 | 4 – 2               | Vriendschappelijk   |
| 3                   | 18/11/1992          | Londen, Groot-Brittannië | Turkije             | 16'                 | 4 – 0               | WK-kwalificatie     |
| 4                   | 18/11/1992          | Londen, Groot-Brittannië | Turkije             | 63'                 | 4 – 0               | WK-kwalificatie     |
| 5                   | 31/03/1993          | İzmir, Turkije           | Turkije             | 44'                 | 0 – 2               | WK-kwalificatie     |
| 6                   | 08/09/1993          | Londen, Groot-Brittannië | Polen               | 49'                 | 3 – 0               | WK-kwalificatie     |
| 7                   | 23/05/1996          | Beijing, China           | China               | 64'                 | 0 – 3               | Vriendschappelijk   |
| 8                   | 15/06/1996          | Londen, Groot-Brittannië | Schotland           | 79'                 | 2 – 0               | EK-eindronde        |
| 9                   | 01/09/1996          | Chisinau, Moldavië       | Moldavië            | 25'                 | 0 – 3               | WK-kwalificatie     |
| 10                  | 10/09/1997          | Londen, Groot-Brittannië | Moldavië            | 81'                 | 4 – 0               | WK-kwalificatie     |

### Clubcarrière
| Seizoen | Club              | Wedstrijden | Doelpunten | Competitie              |
| ------- | ----------------- | ----------- | ---------- | ----------------------- |
| 1984/88 | Newcastle United  | 92          | 21         | Premier League          |
| 1988/92 | Tottenham Hotspur | 92          | 19         | Premier League          |
| 1992/95 | S.S. Lazio        | 43          | 6          | Serie A                 |
| 1995/98 | Glasgow Rangers   | 74          | 30         | Scottish Premier League |
| 1998/00 | Middlesbrough FC  | 41          | 4          | Premier League          |
| 2000/02 | Everton FC        | 32          | 1          | Premier League          |
| 2002    | Burnley FC        | 6           | 0          | First Division          |
| 2003    | Gansu Tianma      | 4           | 2          | Jia League              |
| 2004/05 | Boston United     | 5           | 0          | Conference North        |

## Erelijst
Newcastle United
- FA Youth Cup: 1984/85

 Tottenham Hotspur
- FA Cup: 1990/91

 Rangers
- Scottish Premier Division: 1995/96, 1996/97
- Scottish Cup: 1995/96
- Scottish League Cup: 1996/97

Individueel
- PFA Young Player of the Year: 1987/88
- PFA First Division Team of the Year: 1987/88, 1990/91
- All-star Team FIFA wereldkampioenschap 1990
- BBC Sports Personality of the Year: 1990
- Ballon d'Or: 1990 (4e plaats)
- BBC Goal of the Season: 1990/91
- PFA Scotland Players' Player of the Year: 1995/96
- SFWA Footballer of the Year: 1995/96
- UEFA Europees Kampioenschap Team van het Toernooi: 1996
- English Football Hall of Fame Inductee: 2002
- Rangers Hall of Fame Inductee: 2006